# Gais, Sydtyrolen
Gais är en ort och kommun i provinsen Sydtyrolen i regionen Trentino-Sydtyrolen i Italien. Kommunen hade 3 311 invånare (2018).